# Stijn Bijnens
Stijn Bijnens (Bilzen, 31 december 1968) is een Belgisch ondernemer en bedrijfsleider. Hij richtte in 1995 het netwerkbeveiligingsbedrijf NetVision (later Ubizen) op, werd in 1999 uitgeroepen tot Manager van het Jaar en is sinds 2019 CEO van IT-groep Cegeka.

## Levensloop
Stijn Bijnens studeerde in 1991 af als burgerlijk ingenieur computerwetenschappen aan de Katholieke Universiteit Leuven en was van 1992 tot 1995 werkzaam aan het departement Computerwetenschappen van de faculteit Ingenieurswetenschappen van de KU Leuven, onder meer gespecialiseerd in netwerkbeveiliging.

### Ubizen
In 1995 richtte Bijnens internetbeveiligingsbedrijf NetVision op als een spin-off van de KU Leuven en werd er gedelegeerd bestuurder. De in Leuven gevestigde onderneming groeide snel uit tot een Europese marktleider inzake netwerkbeveiliging. In januari 1999 volgde de EASDAQ-beursgang en in mei 1999 nam Netvision het Franse SIT Europe over, waardoor de omzet van het bedrijf verdrievoudigde. In oktober 1999 werd Netvision tot Ubizen omgedoopt.
In de volgende jaren verloor Ubizen als gevolg van de internetbubbel ruim 80% van haar marktwaarde. In maart 2007 werd Ubizen door het Amerikaanse bedrijf Cybertrust overgenomen, nadat deze in 2004 reeds meerderheidsaandeelhouder van Ubizen was geworden. In april 2007 werd Ubizen tot Cybertrust Belgium omgedoopt en in mei 2007 werd Cybertrust zelf door telecomconcern Verizon overgenomen.

### LRM en Cegeka
In 1999 werd Bijnens bestuurslid van de Limburgse Reconversiemaatschappij (LRM) en in 2008 werd hij er algemeen directeur. In deze functie drukte hij zijn stempel op de relance van de Limburgse economie.
Hij verliet LRM in mei 2018 en werd CEO van de Limburgse IT-groep Cegeka. Als CEO volgde hij oprichter André Knaepen op.

### Proximus
In juni 2025 werd bekendgemaakt dat Bijnens was aangesteld als de nieuwe CEO van  Proximus Groep. Hij volgt daarmee de Fransman Guillaume Boutin op.

### Overige mandaten
Van 2000 tot 2006 was Bijnens bestuurder van De Post.
Sinds januari 2019 is hij bestuurder van het Genkse transportbedrijf H.Essers.

### Onderscheidingen
- 2000 - Manager van het Jaar 1999 (Trends)[17]
- 2016 - Investor of the Year (Top Management en angel.me)[18]
- 2019 - Ondernemersprijs Herman Dessers (Voka - Kamer van Koophandel Limburg)[19]
- 2022 - IT Person of the Year (Cybersec Europe)[20]